# Ballet Folklórico de México

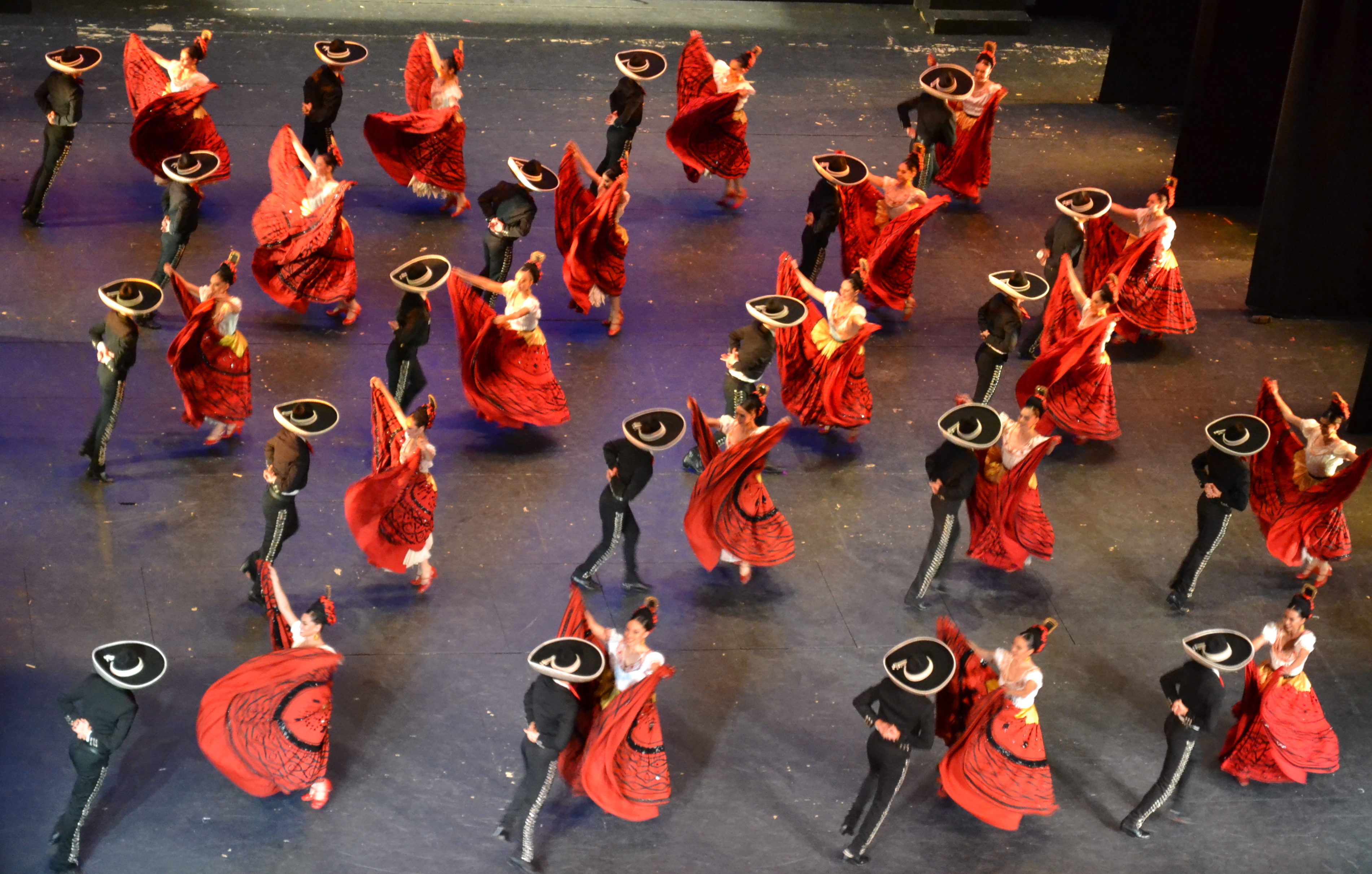
Ballet Folklórico de México. (Palacio de Bellas Artes)

Ballet Folklórico de México de Amalia Hernández es el nombre que se le dio a un conjunto de ballet folclórico que ha tenido su sede en el Palacio de las Bellas Artes de la Ciudad de México y cuya especialidad es la representación dancística de las culturas tradicionales de México. Fue fundado por Amalia Hernández en 1952 y por seis décadas ha sido el conjunto emblemático del baile folclórico tradicional de este país. El Ballet Folklórico de México de Amalia Hernández hace sus representaciones en toda la geografía mexicana. También ha realizado más de 100 giras internacionales visitando un total de 60 países y más de 300 ciudades.
Amalia Hernández, se dedicó a rescatar las danzas tradicionales mexicanas que se habían perdido con el tiempo e hizo un esfuerzo por mejorar la calidad de la misma.
El ballet se consolidó en 1959, cuando el presidente Adolfo López Mateos le pidió que este grupo se convirtiera en uno de los embajadores naturales de México.
Cuando se fundó el grupo en 1952, contaba solamente con ocho danzantes y en 1959, año en que representó a México en los Juegos Panamericanos celebrados en Chicago, ya tenía un conjunto de 50 componentes.
Cuenta con más de 60 coreografías en su mayoría creadas por Amalia Hernández, entre las cuales sobresalen: 
- Los hijos del Sol
- Antiguos sones de Michoacán
- El Cupidito
- Fiesta en Tlacotalpan
- Los Quetzales
- La Danza del Venado
- La jarana yucateca
- Navidad en Jalisco

Generalmente el Ballet Folklórico de México se presenta en el Palacio de Bellas Artes, así como en eventos en el Castillo de Chapultepec y CENART. Las presentaciones en Bellas Artes se dieron gracias al éxito que tuvo en Chicago: el presidente Adolfo López Mateos ayudó a Amalia a conseguir este recinto para sus presentaciones con el fin de que se volviera el mejor ballet del mundo.

## Vestimenta
La vestimenta varía dependiendo de la región que se esté representando. La vestimenta de Veracruz, debido a su gran influencia Africana, Española, y caribeña es de color blanco con fajas rojas y sombreros de paja.
Durante las investigaciones de Amalia Hernández se tomaron fotografías de las diversas vestimentas tradicionales y estas a su vez pasaron por un proceso creativo en el que las adaptaron para un trabajo de mayor carácter escénico.
En Jalisco al ser la cuna de los mariachis la vestimenta utilizada los hombres es de charros, mientras que las mujeres utilizan vestidos muy coloridos.

## Reconocimientos
Premio al mejor grupo dancistico del mundo, otorgado en 1961 en el Festival de Naciones en París, Francia.
Obtuvo el Premio Roma en 1969, en el Festival Internacional del Espactaculo.
En 1992, recibió el Premio Nacional de Ciencia y Artes en la rama de Bellas Artes, de manos del Presidente de la República Carlos Salinas de Gortari.
De igual manera ese mismo año, recibió el Premio Tiffany en Nueva York.
Más adelante, en el año 2003, se le otorgó el Premio Fundación México Unido y las Lunas del Auditorio.

## Danzas

### Los matachines
La danza de los Matachines se baila en la región norte del centro de México, se lleva a cabo exclusivamente durante las celebraciones religiosas y se origina a partir de las costumbres de los pueblos prehispánicos, de danzar con sus Dioses.

### Guerrero – Guerrero
El nombre de esta danza proviene del destacado héroe de la independencia Vicente Guerrero, uno de los militares y políticos más trascendentales; del adjetivo “guerrero”, que hace referencia a la bravura y valentía.

### La Revolución
La revolución de 1910 fue la causa de grandes cambios sociales y produjo la integración real de la nacionalidad mexicana; esta danza está dedicada a las “soldaderas”, las mujeres que combatieron junto con los hombres en la guerra, y que tuvieron un papel determinante en la Revolución.

### Charreada
Una de las tradiciones más arraigadas de México es la Charrería donde hombres y mujeres demuestran su valor en las suertes deportivas que provienen del trabajo que se realizaba en las antiguas Haciendas de México. Este es un evento de fiesta, donde el Charro demuestra sus habilidades en el floreo, es decir, el manejo del lazo o reata, a su amada conquistándola al ritmo del Jarabe zapateado.

### Danza de los Quetzales
Esta antigua danza tiene su origen en el Quetzal, ave mitológica centroamericana que los indios consideraban sagrada y era símbolo de la elegancia y la belleza; el gran tocado de Moctezuma estaba hecho de 24 plumas, capturadas con gran riesgo, de las largas colas de los Quetzales. Dicha danza es especialmente ejecutada en el estado de Puebla, por danzantes adiestrados, durante meses para personificar a las aves, es ilustrativa de la dignidad, santidad y gracia que los indios atribuían a esta imagen de la divinidad; las coronas emplumadas que llevan los danzantes tienen poco menos de dos metros de diámetro y requieren una gran práctica por parte del danzante para lograr el asombroso efecto resulte.

### Danza del Venado
Es una danza ritual celebrada por los indígenas de Sonora y Sinaloa. Esta danza es una dramatización de la cacería del venado, héroe cultural de estos pueblos, por parte de los paskolas (cazadores).

## Nota y referencias
1. ↑  Nota: Se escribe Ballet Folklórico, usando la "k", que denota el anglicismo, a sabiendas de que podría escribirse Folclórico. La razón de ello es que el nombre oficial del conjunto de Amalia Hernández es precisamente ese: Ballet Folklórico de México. (sic)
2. ↑  Ballet folclórico de México. (inglés)
3. ↑  «Datos sobre las representaciones.». Archivado desde el original el 22 de noviembre de 2010. Consultado el 28 de noviembre de 2010.
4. ↑  García, Antonio (7 de junio de 2016). «Amalia Hernández será homenajeada por el Ballet Folklórico de México». Máspormás. Consultado el 23 de abril de 2017.
5. ↑  «Celebran 60 años de existencia del Ballet Folklórico de México de Amalia Hernández». gob.mx. Consultado el 22 de abril de 2017.
6. ↑  Margarita Tortajada Quiroz para la Universidad Autónoma Metropolitana: Amalia Hernández: audacia y fuerza creativa
7. ↑  «Presentaciones Ballet de México Amalia Hernández». Ballet Folklórico de México de Amalia Hernández. Consultado el 17 de abril de 2017.
8. ↑  «Conoce toda la hisotira del increíble Ballet de Amalia Hernández». Ballet Folklórico de México de Amalia Hernández. Consultado el 17 de abril de 2017.
9. ↑  «Ballet Folklorico - The Dances of Mexico - Chamizal National Memorial (U.S. National Park Service)». www.nps.gov. Consultado el 14 de septiembre de 2016.
10. 1 2 3 4 5 6 7 8  «Ballet Folklórico de México |   Reconocimientos». www.balletfolkloricodemexico.com.mx. Archivado desde el original el 9 de julio de 2016. Consultado el 15 de septiembre de 2016.
11. 1 2  Cintya P. «Reconocimientos del Ballet Folklórico de México». Consultado el 15 de marzo de 2017.
12. ↑  «Danza del Venado - Ballet Folklórico de México de Amalia Hernández». Ballet Folklórico de México de Amalia Hernández. Consultado el 22 de abril de 2017.